# Lydford Gorge
Lydford Gorge is een kloof bij het Engelse dorp Lydford in het graafschap Devon.
De kloof is zo'n 2,4 kilometer lang en is uitgesleten door de rivier de Lyd. Lydford Gorge is met zijn 30 meter de diepste kloof in Zuidwest-Engeland. De kloof is onderdeel van het National Trust en men er kan in de zomermaanden een rondwandeling van ongeveer 5 kilometer maken. 
De kloof begint stroomopwaarts bij Tuckers Pool bij Lydford Castle. De rivier vervolgt zijn route met een kleine helling tot ongeveer ter hoogte van het bezoekerscentrum bij Devils Cauldron (Duivelsketel), waar de rivier met via enkele watervallen naar beneden stort. 
Halverwege de zeer smalle kloof zijn de zogenaamde Tunnel Falls (tunnelwatervallen) te vinden. Aan het einde van de route vindt men ook nog de hoogste waterval in de omgeving, de White Lady Fall (Witte Damewaterval) waar de rivier de Burn vanaf 30 meter hoogte in de Lyd stort.
Vanwege de soms zeer smalle paden waar de rondwandeling langs leidt, heeft men eenrichtingsverkeer ingesteld. De route begint bij het bezoekerscentrum en voert boven de kloof langs tot de spoorbrug voorbij de White Lady Fall. Vervolgens volgt een serie trappen waarmee men afdaalt richting de kloof. Vervolgens loopt men langs de onderkant van de waterval en begint de route door de kloof tot deze uiteindelijk weer eindigt bij het bezoekerscentrum.

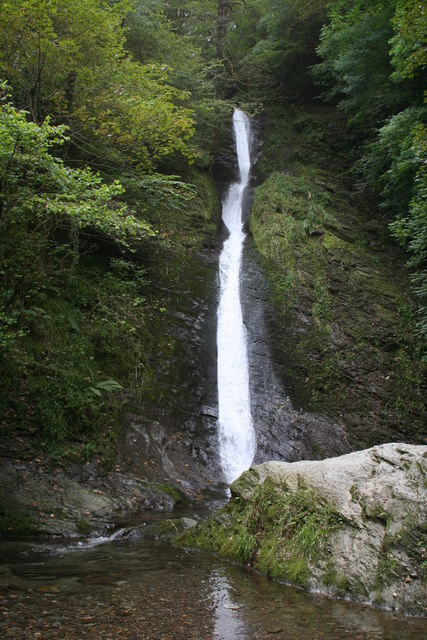
White Lady Fall